# Fern Lake (Kentucky)
Der Fern Lake ist ein kleiner Stausee südlich der Stadt Middlesboro in den Cumberland Mountains. 
Der See hat eine Fläche von rund 60 Hektar und liefert seit Ende des 19. Jahrhunderts Trinkwasser für Middlesboro. Er wird vom Little Yellow Creek durchflossen. Der Staudamm und der Nordteil des Sees befinden sich im Bell County in Kentucky, der Südteil reicht bis ins Claiborne County im Bundesstaat Tennessee.
Ein großer Teil des Einzugsgebietes des Fern Lakes gehört zum Cumberland Gap National Historical Park. Der Park wurde auf Betreiben von Senator Mitch McConnell und dem Kongressabgeordneten Hal Rogers in den Jahren 2008 und 2009 um 16,28 km² vergrößert, der See selbst ist jedoch derzeit (2012) noch nicht Bestandteil des Parks.